# Salvador de Alba
Salvador de Alba Jr. (Guadalajara, 11 de dezembro de 1999) é um automobilista mexicano. Atualmente compete na Indy NXT pela equipe Andretti Global.

## Carreira
Tendo iniciado a carreira no kart, De Alba participou de vários campeonatos nacionais e internacionais da modalidade entre 2010 e 2015 - durante o período, fez sua estreia nos monopostos em 2014, disputando 2 provas da Fórmula 4 Sudamericana.
Entre 2017 e 2023, competiu pela NASCAR Mexico Series, tendo vencido o campeonato em 2021 com 483 pontos (apenas 6 de vantagem em relação ao vice, Rubén García Jr.) e em 2023, também por margem apertada (444 pontos, contra 433 de Germán Quiroga, o vice-campeão da temporada). Ele ainda participou das temporadas 2022 e 2023 da Indy Pro 2000, ficando em terceiro lugar nesta última.
Em 2024, assinou com a Andretti Global para disputar a temporada da Indy NXT em uma associação da equipe com a Cape Motorsports. Em 14 provas, De Alba obteve 2 terceiros lugares e o quinto lugar no campeonato, com 331 pontos. Foi mantido para a temporada 2025, desta vez pilotando o #27 da Andretti Global.